# ريو غراندي، ريو غراندي دو سول
ريو غراندي، ريو غراندي دو سول هي بلدية في البرازيل، ومستوطنة، تتبع ريو غراندي دو سول، بلغ عدد سكانها 197٬228  نسمة، في 2010، تبلغ مساحتها 2٬817٫48 كيلومتر مربع، رمزها البريدي هو 96500.
بنيت المدينة ثروتها على مدار تاريخها الطويل من الحركات الصناعية القوية. لا تزال اليوم واحدة من أغنى المدن في ريو غراندي دو سول ، ويرجع السبب الرئيسي في ذلك إلى ميناءها، وثاني أكثر المطارات ازدحامًا في البرازيل، ومصفاة تكرير النفط، التي تعالج نفط إيبيرانجا.

## الموقع
تشترك في الحدود مع:
- كابو دو ليو
- بلدية سانتا فيتوريا دو بلمار.

## المناخ
يظهر الجدول التالي التغييرات المناخية على مدار السنة لريو غراندي، ريو غراندي دو سول:
| البيانات المناخية لـريو غراندي، ريو غراندي دو سول | البيانات المناخية لـريو غراندي، ريو غراندي دو سول | البيانات المناخية لـريو غراندي، ريو غراندي دو سول | البيانات المناخية لـريو غراندي، ريو غراندي دو سول | البيانات المناخية لـريو غراندي، ريو غراندي دو سول | البيانات المناخية لـريو غراندي، ريو غراندي دو سول | البيانات المناخية لـريو غراندي، ريو غراندي دو سول | البيانات المناخية لـريو غراندي، ريو غراندي دو سول | البيانات المناخية لـريو غراندي، ريو غراندي دو سول | البيانات المناخية لـريو غراندي، ريو غراندي دو سول | البيانات المناخية لـريو غراندي، ريو غراندي دو سول | البيانات المناخية لـريو غراندي، ريو غراندي دو سول | البيانات المناخية لـريو غراندي، ريو غراندي دو سول | البيانات المناخية لـريو غراندي، ريو غراندي دو سول |
| الشهر                                             | يناير                                             | فبراير                                            | مارس                                              | أبريل                                             | مايو                                              | يونيو                                             | يوليو                                             | أغسطس                                             | سبتمبر                                            | أكتوبر                                            | نوفمبر                                            | ديسمبر                                            | المعدل السنوي                                     |
| ------------------------------------------------- | ------------------------------------------------- | ------------------------------------------------- | ------------------------------------------------- | ------------------------------------------------- | ------------------------------------------------- | ------------------------------------------------- | ------------------------------------------------- | ------------------------------------------------- | ------------------------------------------------- | ------------------------------------------------- | ------------------------------------------------- | ------------------------------------------------- | ------------------------------------------------- |
| الدرجة القصوى °م (°ف)                             | 37.2 (99.0)                                       | 39.3 (102.7)                                      | 37.6 (99.7)                                       | 35.4 (95.7)                                       | 30.6 (87.1)                                       | 29.3 (84.7)                                       | 31.4 (88.5)                                       | 31.3 (88.3)                                       | 35.6 (96.1)                                       | 32.8 (91.0)                                       | 35.1 (95.2)                                       | 39.6 (103.3)                                      | 39.6 (103.3)                                      |
| متوسط درجة الحرارة الكبرى °م (°ف)                 | 27.8 (82.0)                                       | 27.5 (81.5)                                       | 26.7 (80.1)                                       | 24.0 (75.2)                                       | 20.5 (68.9)                                       | 17.7 (63.9)                                       | 16.8 (62.2)                                       | 18.3 (64.9)                                       | 19.2 (66.6)                                       | 21.8 (71.2)                                       | 24.2 (75.6)                                       | 26.6 (79.9)                                       | 22.6 (72.7)                                       |
| المتوسط اليومي °م (°ف)                            | 23.4 (74.1)                                       | 23.2 (73.8)                                       | 22.5 (72.5)                                       | 19.3 (66.7)                                       | 15.8 (60.4)                                       | 13.1 (55.6)                                       | 12.5 (54.5)                                       | 13.7 (56.7)                                       | 15.0 (59.0)                                       | 17.7 (63.9)                                       | 19.8 (67.6)                                       | 21.1 (70.0)                                       | 18.2 (64.8)                                       |
| متوسط درجة الحرارة الصغرى °م (°ف)                 | 19.9 (67.8)                                       | 19.4 (66.9)                                       | 19.1 (66.4)                                       | 15.6 (60.1)                                       | 12.3 (54.1)                                       | 9.6 (49.3)                                        | 9.2 (48.6)                                        | 10.2 (50.4)                                       | 11.6 (52.9)                                       | 14.5 (58.1)                                       | 16.4 (61.5)                                       | 18.5 (65.3)                                       | 14.7 (58.5)                                       |
| أدنى درجة حرارة °م (°ف)                           | 9.0 (48.2)                                        | 10.4 (50.7)                                       | 7.8 (46.0)                                        | 4.2 (39.6)                                        | 1.6 (34.9)                                        | −0.5 (31.1)                                       | −0.3 (31.5)                                       | 0.8 (33.4)                                        | 1.4 (34.5)                                        | 5.1 (41.2)                                        | 5.7 (42.3)                                        | 9.7 (49.5)                                        | −0.5 (31.1)                                       |
| الهطول مم (إنش)                                   | 98.9 (3.89)                                       | 128.6 (5.06)                                      | 90.9 (3.58)                                       | 118.4 (4.66)                                      | 114.6 (4.51)                                      | 114.0 (4.49)                                      | 125.7 (4.95)                                      | 122.1 (4.81)                                      | 113.6 (4.47)                                      | 98.1 (3.86)                                       | 95.5 (3.76)                                       | 86.2 (3.39)                                       | 1٬306٫6 (51.44)                                   |
| متوسط أيام هطول الأمطار (≥ 1.0 mm)                | 8                                                 | 8                                                 | 8                                                 | 8                                                 | 8                                                 | 8                                                 | 8                                                 | 8                                                 | 9                                                 | 8                                                 | 7                                                 | 7                                                 | 95                                                |
| متوسط الرطوبة النسبية (%)                         | 79.7                                              | 80.2                                              | 80.7                                              | 82.1                                              | 85.3                                              | 86.1                                              | 85.4                                              | 84.5                                              | 83.1                                              | 80.6                                              | 79.1                                              | 77.9                                              | 82.1                                              |
| ساعات سطوع الشمس الشهرية                          | 243.7                                             | 205.6                                             | 212.1                                             | 175.2                                             | 161.5                                             | 132.9                                             | 141.8                                             | 154.0                                             | 162.7                                             | 189.4                                             | 222.6                                             | 251.7                                             | 2٬253٫2                                           |
| المصدر: INMET                                     |                                                   |                                                   |                                                   |                                                   |                                                   |                                                   |                                                   |                                                   |                                                   |                                                   |                                                   |                                                   |                                                   |

## أعلام
- ألفريدو دي باير
- كارمين دا سيلفا
- لوتشيانو باربوسا